# Tipula quaylii
Tipula quaylii är en tvåvingeart som beskrevs av Doane 1909. Tipula quaylii ingår i släktet Tipula och familjen storharkrankar. Inga underarter finns listade i Catalogue of Life.